# Fontinhas
Fontinhas es una freguesia portuguesa perteneciente al municipio de Praia da Vitória, situado en la Isla Terceira, Región Autónoma de Azores. Posee un área de 17,09 km² y una población total de 1 541 habitantes (2001). La densidad poblacional asciende a 90,2 hab/km². Se encuentra a una latitud de 38°44' N y una longitud 27°0'35 O. La freguesia se encuentra a 175 msnm.
- Datos: Q2451790
- Multimedia: Fontinhas (Praia da Vitória) / Q2451790

1. ↑  Worldpostalcodes.org,código postal n.º 9760-211.